# Selena Rose
Selena Rose (Las Vegas, Nevada; 7 de agosto de 1990) es una actriz pornográfica estadounidense.

## Biografía
Nació en Las Vegas, hija de cubanos. Creció en Miami (Florida), donde trabajó como empleada de archivo para una compañía de seguros, así como para la popular cadena de restaurantes Hooters, antes de comenzar en la industria para adultos a los 19 años.
En 2010 firmó su primer contrato con la productora Digital Playground. Rose fue nominada en los Premios AVN a la Mejor nueva estrella en el año 2012.
En 2014 se alzó con el Premio XBIZ a la Mejor escena de sexo en película protagonista por Code of Honor junto a Jesse Jane, Stoya, Kayden Kross, Riley Steele y Manuel Ferrara.
En 2016 grabó su primera escena de sexo interracial en Interracial Friends, con Lexington Steele.
Ha rodado más de 190 películas.

## Premios y nominaciones
| Año  | Ceremonia    | Resultado | Premio                                                 | Trabajo               |
| ---- | ------------ | --------- | ------------------------------------------------------ | --------------------- |
| 2012 | Premios AVN  | Nominada  | Mejor actriz revelación                                | Legs Up Hose Down     |
| 2012 | Premios AVN  | Nominada  | Mejor escena de sexo en grupo                          | Top Guns              |
| 2012 | Nightmoves   | Nominada  | Mejor artista latina                                   | —                     |
| 2012 | Premios XBIZ | Nominada  | Mejor actriz revelación                                | —                     |
| 2013 | Premios AVN  | Nominada  | Mejor escena de sexo en grupo                          | Nurses 2              |
| 2013 | Premios AVN  | Nominada  | Mejor escena de trío M-H-M                             | Mothers and Daughters |
| 2013 | Sex Awards   | Nominada  | Mejor cuerpo porno                                     | —                     |
| 2013 | Sex Awards   | Nominada  | Estrella adulta más sexy                               | —                     |
| 2013 | Sex Awards   | Nominada  | Estrella porno del año                                 | —                     |
| 2013 | Premios XBIZ | Nominada  | Mejor escena de sexo en película lésbica               | Mothers and Daughters |
| 2014 | Premios XBIZ | Nominada  | Mejor escena de sexo en película de parejas o temática | Blind Date            |
| 2014 | Premios XBIZ | Ganadora  | Mejor escena de sexo en película protagonista          | Code of Honor         |
| 2018 | Premios AVN  | Nominada  | Mejor escena de trío H-M-H                             | Bombshells 7          |